# Alexander Grant
Alexander Grant (24 de enero de 2001) es un deportista de Australia que compite en natación. Ganó una medalla de bronce en el Campeonato Mundial Junior de Natación de 2019, en la prueba de 4 × 200 m libre.